# ガリフナ入植記念日
ガリフナ入植記念日（Garifuna Settlement Day）
は、ベリーズの祝祭日。毎年11月19日。
1941年にベリーズ人公民権運動家トマス・ビンセント・ラモス（英語: Thomas Vincent Ramos）
により提唱され、.
1943年には、ベリーズ南部地区で公休日と認知されるようになり、
1977年に、正式に国の法定公休日または祝日として宣言された。
この祝日は、
英国軍からグレナディーン諸島を追われたガリフナ達が現ベリーズ地域に到着入植したこと、
を記念し祝う祝日。
大きなフェスティバルは、ダンリガの町で開催され、
パレード、音楽の路上パフォーマンス、伝統的な舞踏などがあちこちで繰り広げられる。

## ガリフナの到着経緯
1763年のパリ条約後、英国はセントビンセント・グレナディーンにまで勢力を伸ばすが、
フランス人入植者とガリフナが同盟を組み抵抗。
だが、1796年にガリフナは英国に降伏。
英国は、ガリフナを見た目がよりアフリカ人系のものと、よりカリブ海先住民的なものと、
に分けて管理しようとした。
その後、5千人のガリフナがグレナディーン諸島のバリソー島から追放された。
が、ホンジュラス沖のロアタン島にまで生きて辿り着けたのは2500人だった。
このような経緯もあり、
ガリフナ語は、アラワク語族に属するが、
その語彙に多くのカリブ語族からの借用語や英語からの借用語を含んでいる。
ロアタン島は小さな島で土地も肥沃ではなかったので、
ガリフナ達の島内だけでの居住及び自給自足は困難だった。
そこで、ホンジュラスを管轄するスペイン当局に嘆願し、
ホンジュラス本土沿岸部への入植許可を得た。
スペインは入植してきたガリフナを兵士として雇い、
ガリフナの居住地域は中央アメリカのカリブ海沿岸部で広がりを見せた。
その流れで、1802年、
ガリフナはホンジュラス側からベリーズの
Seine Bight、プンタ・ゴルダ（英語: Punta Gorda, Belize）、プンタ・ネグラ（Punta Negra）へ入植。
しかしながら、ベリーズにおいては、
1832年11月19日にガリフナがダンリガに入植した日付を、
ガリフナ入植記念日、と公式認定している。
ある遺伝学的研究によると、
遺伝学的に見たガリフナの起源は、平均的に、
76%がサブサハラアフリカ系、20%がアラワク族又は小アンティル諸島先住民系、4%がヨーロッパ人系である、という研究結果が出ている。